# Les Amfis
Les Amfis (en référence aux « amphis d'été » tout en reprenant l'acronyme FI de la France insoumise ; parfois écrit AMFIS ou AMFiS, ce mot se prononce \ɑ̃.fi\) sont un événement politique annuel, une université d'été, organisé par la France insoumise. Les Amfis sont considérés comme la plus grande université d'été de France en termes de durée, de nombre de conférences et de participants.  
Les Amfis existent depuis 2017 et se déroulent fin août au moment de la rentrée politique. Ils durent généralement quatre jours et réunissent les militants de la France insoumise, ses élus et des personnalités invitées comme des universitaires, des syndicalistes, des acteurs du monde associatif ou des personnalités politiques venant d'autres mouvements politiques. Plus d'une centaine de conférences sont organisées tous les ans.
Les Amfis sont également un événement culturel avec des concerts, du théâtre et des projections de films et un espace du livre. Chaque année y sont organisés des dédicaces des personnalités présentes. 
Les Amfis accueillent également un village associatif avec une soixantaine d'exposants, regroupant des associations, syndicaux et collectifs locaux ou nationaux.
Lors de sa création, les Amfis ont été organisés à Marseille en 2017 et 2018 pour ses deux premières années. L'événement s'est ensuite déroulé à Toulouse en 2019. Depuis 2020, les Amfis se déroulent tous les été à Châteauneuf-sur-Isère, près de Valence dans la Drôme.

## Historique

### Les remue-méninges du Parti de gauche (2009-2016)
Les Amfis font suite aux remue-méninges du Parti de gauche, universités d'été organisés chaque année à partir de la fondation de ce parti en 2009. 

### La naissance et les années Marseille (2017-2018)
À partir de 2017, les remue-méninges sont remplacés par les Amfis, après le succès des élections présidentielles de 2017 pour Jean-Luc Mélenchon et la France insoumise qui obtiennent 19,58 % des suffrages. Le mouvement politique décide alors de se doter d'une université d'été à l'image des autres grands partis politiques. La ville de Marseille est alors choisie pour accueillir les premiers Amfis, qui auront lieu dans les locaux de la faculté Saint-Charles de l'université d'Aix-Marseille.
Ces deux premières éditions ont réunit 3 000 personnes chacune,.

### L'édition toulousaine (2019)
En 2019, la France insoumise organise les Amfis à Toulouse, ville où elle fait parmi ses plus haut scores électoraux. Cette édition est marquée par l'absence de Jean-Luc Mélenchon qui est en déplacement au Brésil pour rencontrer l'ancien président brésilien Lula, incarcéré par ses opposants politiques.
Pour cette édition, 130 ateliers et conférences sont organisés, réunissant 250 intervenants.

## Une nouvelle dimension avec l'arrivée dans la Drôme
Depuis 2020, les Amfis sont organisés dans le centre des congrès de Châteauneuf-sur-Isère dans la Drôme. Le lieu est un complexe événementiel comprenant un bâtiment avec un grand amphithéâtre et des salles de conférences, un lac et de grands espaces extérieurs permettant l'installation de scènes et de structures de conférences temporaires. Ce nouveau lieu permet d'accueillir davantage de public, des camions restaurants pour la restauration et d'organiser plus de conférences.

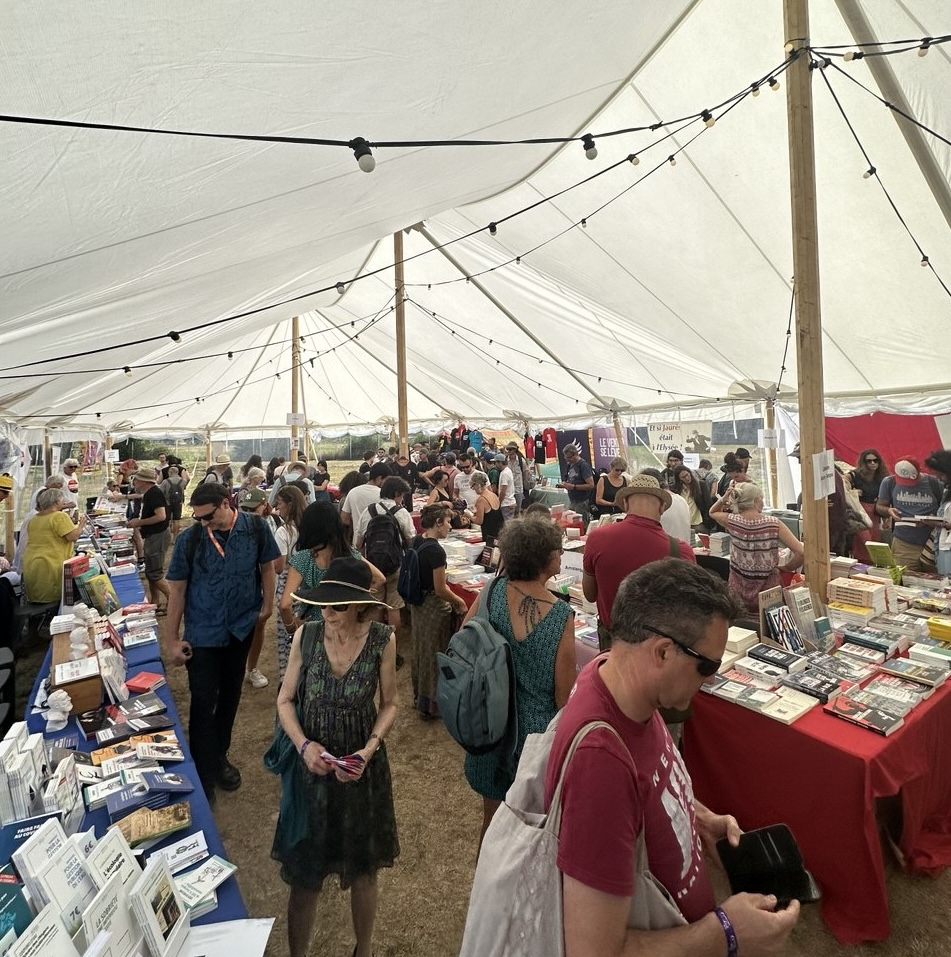
Les allées de l'Espace du livre lors des Amfis 2024.

En 2023, les Amfis s'agrandissent avec un nouveau dispositif, l'espace du livre, qui propose de rencontrer des maisons d'édition et des auteurs lors de dédicaces.

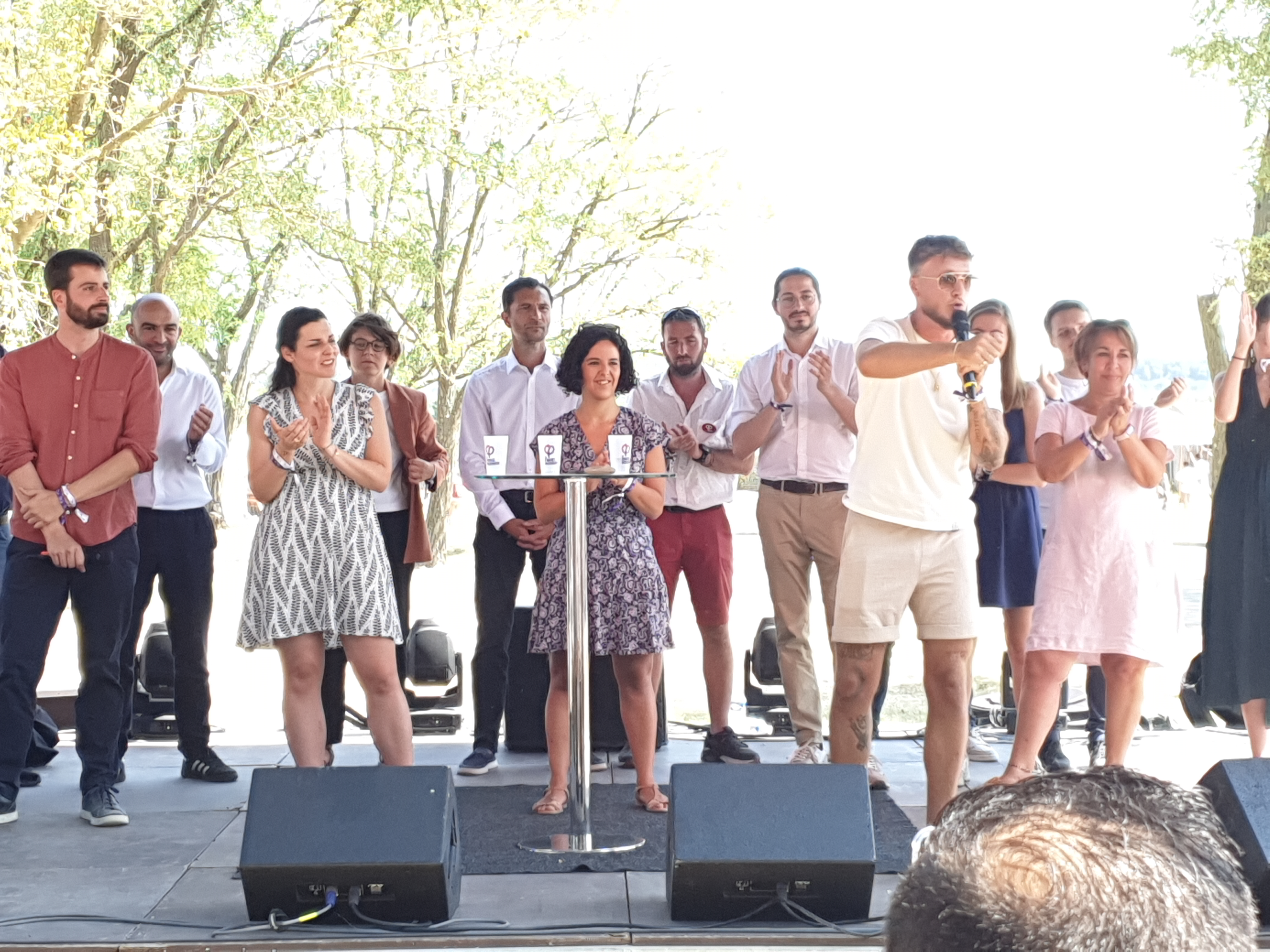
Présentation des nouveaux députés de la France Insoumise aux Amfis 2024.
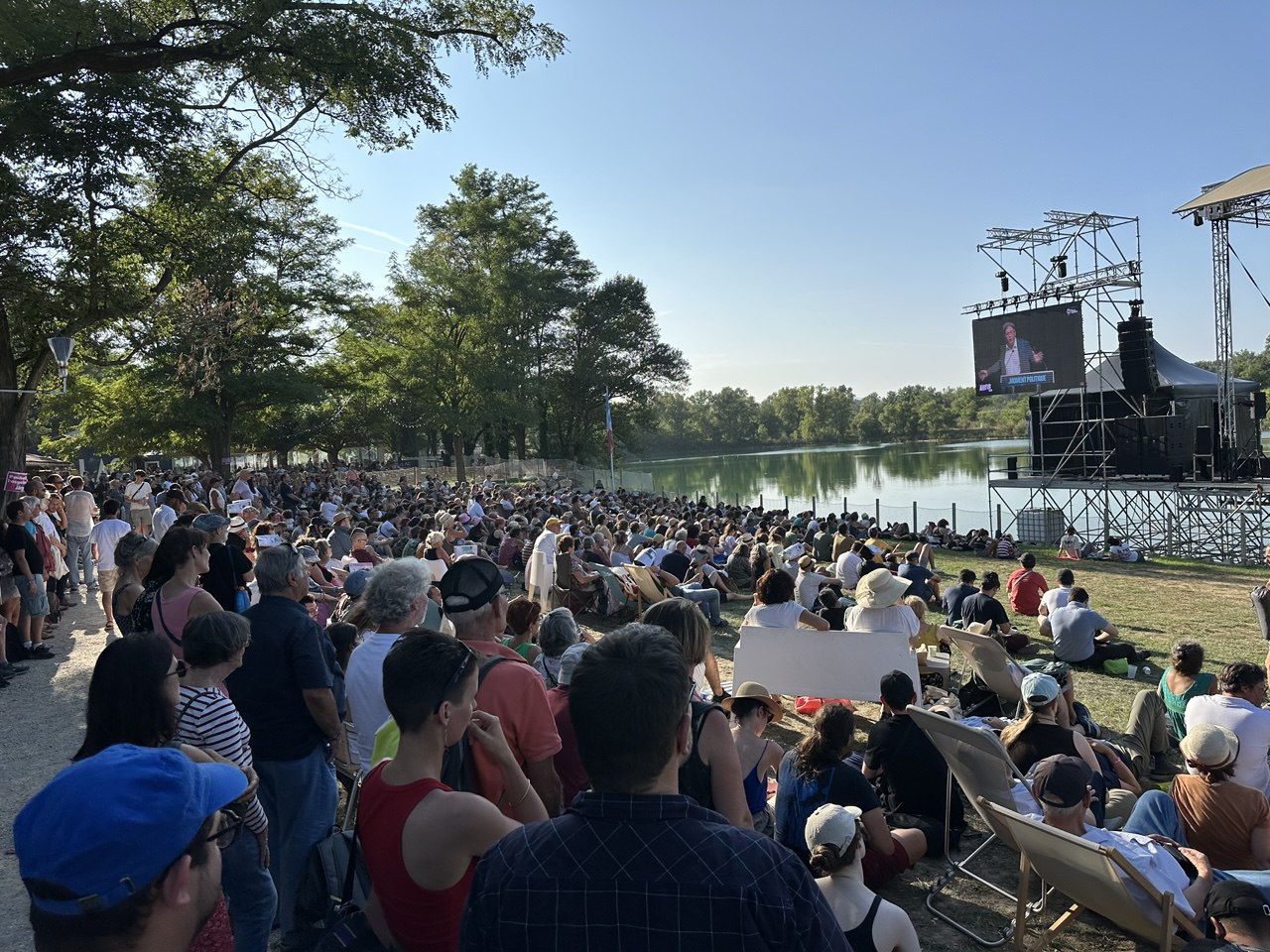
Retransmission en direct de la conférence de Jean-Luc Mélenchon projetée sur un écran de la grande scène pendant qu'elle avait lieu en amphithéâtre Louise Michel lors des Amfis 2024.
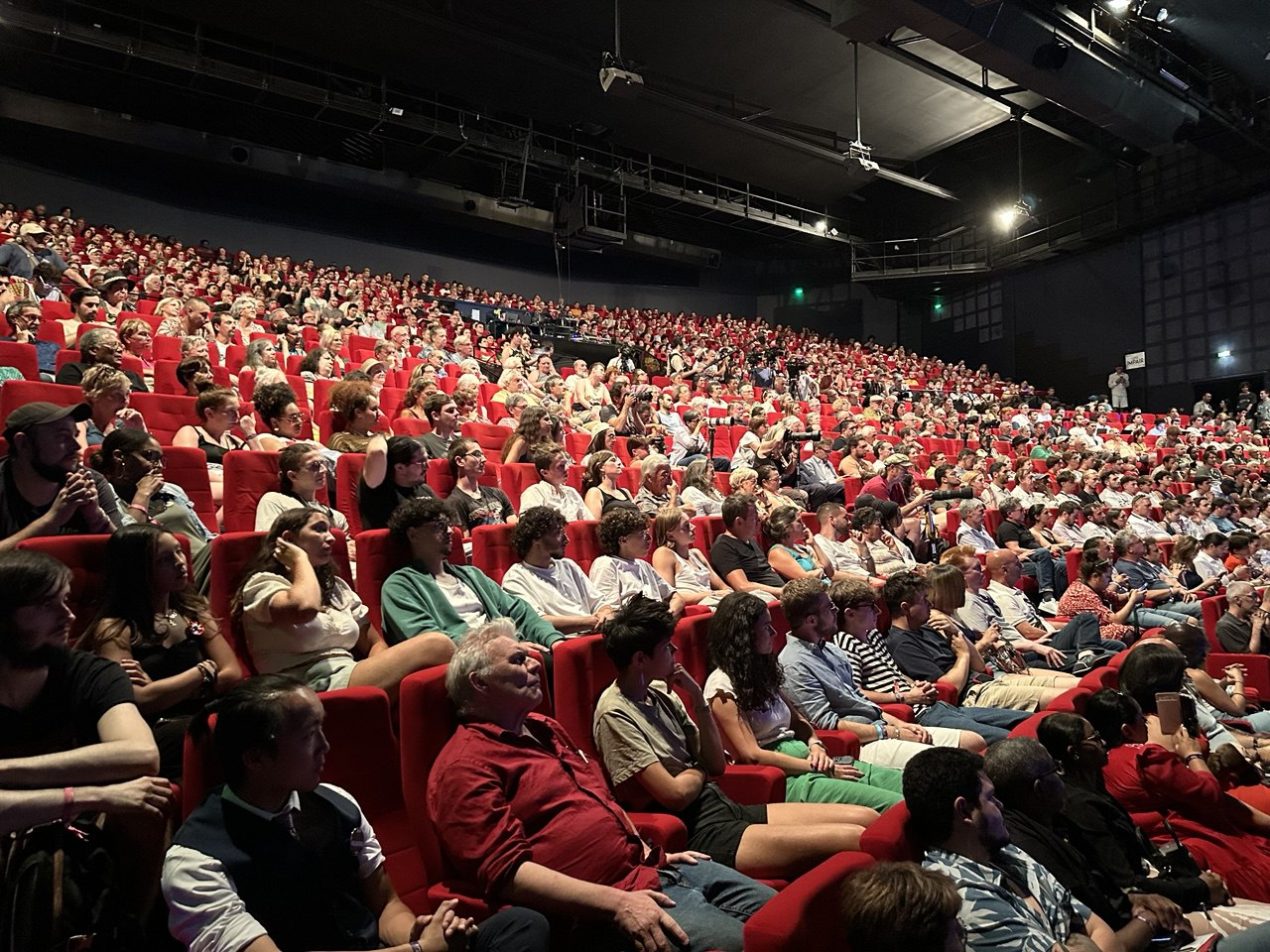
Amphithéâtre Louise Michel lors des Amfis 2024 et la conférence de Jean-Luc Mélenchon.

## Les Amfis Jeunes
Les "Amfis Jeunes" sont la déclinaison des Amfis destinée aux "Jeunes insoumis·es", la branche militante des moins de 26 ans. Ils se déroulent tous les ans, quelques jours avant les Amfis, dans la Drôme également, à Upie. Pendant 4 jours, sont réunis plus de 500 jeunes, pour assister à des conférences, des ateliers et des formations. Ces interventions sont données par des députés insoumis et des universitaires ou responsables associatifs proche de la France insoumise. Des moments festifs et de convivialité sont également organisés pour permettre les rencontres entre militants de toute la France. 